# Club Deportes Provincial Osorno
Maillots
Le Club Deportivo Provincial Osorno est un club chilien de football basé à Osorno, au sud du pays.
Provincial Osorno est le club le plus austral du Chili en participer dans un tournoi international, se démarquant comme l'un de ses jalons sportifs les plus rappelés lors de la qualification de la Copa Sudamericana de l'an 2003.
Les couleurs qui identifient le club se sont le bleu et le blanche.
Son logo a l'image d'un taureau et au fond est le Volcan Osorno.
Ses rivaux classiques sont Puerto Montt et Deportes Valdivia.

## Historique
Le club de Provincial Osorno est fondé en 1983. Il découvre le haut niveau lors de la saison 1991 après avoir remporté le championnat de deuxième division. Le baptême est difficile pour les néophytes, avec une avant-dernière place au classement en fin de saison, synonyme de relégation. Le passage en deuxième division ne dure qu'une saison et les hommes du technicien Jorge Garcés parviennent ensuite à se maintenir en Primera A durant six saisons, sauvant leur place en barrage de promotion-relégation lors de la saison 1994. En 1998, l'épreuve du barrage de promotion-relégation leur est fatale, puisqu'ils tombent face au club du CD Santiago Morning, pensionnaire de deuxième division. Une fois encore, Provincial Osorno parvient à ne rester qu'un an en Primera B, grâce à un succès en barrage face au CD Cobresal. Le retour parmi l'élite dure une saison, achevée à la dernière place et manque de peu l'accession en 2005, après un nouveau barrage perdu face au CD Puerto Montt. Deux ans plus tard, grâce à un troisième titre de champion de D2, Provincial revient en première division, pour ce qui reste à ce jour la dernière saison du club à ce niveau. Il l'achève à la 18e place et doit donc redescendre en Primera B. Le meilleur résultat du club en championnat est une 6e place, obtenue en 1996.
En 2003, alors que le club est toujours en deuxième division, il parvient à se qualifier pour la Copa Sudamericana après avoir passé tous les tours du Tournoi de qualification, qui regroupe alors l'ensemble des formations des deux premières divisions du pays.
Parmi les joueurs les plus renommés à avoir porté les couleurs du club, on trouve les Chiliens Esteban Valencia, Ricardo Parada, Rubén Martínez, Mario Núñez l'Argentin Fabián Caballero ou l'Uruguayen Washington Olivera (qui entraîne le club en 2002). Les entraîneurs du club les plus connus sont Guillermo Yávar, qui a occupé le poste à trois reprises, Marcelo Trobbiani en 2005 et Osvaldo Heriberto Hurtado en 2007.

### Patrocinateurs
| Periode         | Patrocinateur  |
| --------------- | -------------- |
| 1983 - 1985     | non défini     |
| 1986 - 1990     | Le Coq Sportif |
| 1991 - 1993     | Adidas         |
| 1994            | Le Coq Sportif |
| 1995 - 2010     | Club Sport     |
| 2011            | Training       |
| 2012 - 2014     | Imtex Osorno   |
| 2015            | Spearhead      |
| 2015 - Presente | Imtex Osorno   |

| Período   | Patrocinateur                                    |
| --------- | ------------------------------------------------ |
| 1985      | Supermarché Hayal                                |
| 1986-1988 | Felco                                            |
| 1988      | Pisco Diaguitas                                  |
| 1989      | Homelite                                         |
| 1990      | Cecinas San Jorge                                |
| 1991-1992 | Cecinas PF                                       |
| 1993−2000 | Cerveza Cristal                                  |
| 2000      | Conter                                           |
| 2001-2002 | Saesa                                            |
| 2003      | Universidad de Los Lagos                         |
| 2004-2005 | Carrasco Créditos                                |
| 2006-2007 | Frigosor                                         |
| 2007      | Quesos Kümey                                     |
| 2008-2009 | Tata                                             |
| 2010      | Cecinas PF                                       |
| 2011      | Rastro.com                                       |
| 2012      | CREO                                             |
| 2013-2015 | Patio de la Construcción Puyehue                 |
| 2016      | Municipalidad de Osorno, Universidad Santo Tomás |
| 2017      | Lipigas                                          |

## Stade
Le stade du club était connu comme Estadio Municipal Parque Schott situé dans la rue Cochrane a Osorno
Le 14 novembre 2006 est inauguré un nouveau camp de jeu dans le même lieu. Comme ça le nom change a "Complejo Deportivo Parque Schott, Estadio Rubén Marcos Peralta de Osorno" plus connu comme Estadio Municipal Rubén Marcos Peralta
Le stade a une capacité pour 12 mille personnes, il est le stade toit le plus ancient du Chili.

## Données du club
- Saisons en D1: 9 (1991, 1993.1998, 2000, 2008)
- Saisons en D2: 19 (1983-1990, 1992, 1999, 2001-2007, 2009-2010)
- Saisons en D3: 2 (2012, 2017)
- Saisons en D4: 2 (2011, 2016)
- Saisons en D5: 2 (2014, 2015)
- Participations Internationales Copa Sudamericana (1): Phase Préliminaire de 2003
- Plus Larges Victoires
  - En D1 : 6-1 contre Santiago Morning en 1996
  - En D2: 10-0 contre Deportes Linares en 1990
  - En D3: 3-0 contre Deportes Iberia en 2012
  - En D4: 6-0 contre Municipal La Pintana en 2011
  - En D5: 10-2 contre Cultural Maipú en 2015
  - En Copa Chile : 8-0 contre Lord Cochrane De Aysén en 2010
- Plus Larges Défaites
  - En D1 : 1-8 contre Cobresal en 1991
  - En D2: 2-7 contre Deportes Iquique en 1992
  - En D3: 4-1 contre Colo Colo B en 2012
  - En D4: 4-0 contre Lautro de Buin en 2016
  - En Copa Chile : 0-5 contre Deportes Valdivia en 1987
- Graphique de l'évolution historique:

## Palmarès
Vainqueur
- Championnat du Chili D2 (3) : 1990, 1992, 2007
- Championnat du Chili D4 (1) : 2016
- Ligue Pre-Sudaméricaine (1) : 2003

Vice-champion
- Coupe CCU (1) : 1985-86
- Championnat du Chili D5 (1) : 2015